# イチキュッパ
イチキュッパとは、日本において、小売業が商品を販売する際に広く用いている、消費者の購買意欲を高める心理学的価格決定、端数価格効果の一つである。多くの場合、イチキュッパは198円または1980円であると言う意味で使用されることが多い。また、場合によっては19800円を表すこともある。類似するものに、キュッパ（98円、980円）、ニーキュッパ（298円、2980円）、サンキュッパ（398円、3980円）、ヨンキュッパ（498円、4980円）などがある。消費税込みのものとそうでないものがあり、税込みでないものがあるのは、店側が商品をより安いものであると消費者に思わせるためである。なお、上3桁目より下の位まで表すと、効果は薄れる。（19980）

## 使用方法
主に比較的低価格の商品を販売するときに使用する。スーパーマーケットなどに行けばどこかで目にすることが多い。198円均一などとチラシで宣伝することもある。百貨店などでもセールなどをする場合はイチキュッパを使用することもある。その場合、198円ではなく、1980円を意味することが多い。

## イチキュッパが好まれる理由
まず一つ目に、値段が割安に感じられるからである。200円と198円では、価格の差はほとんどない。しかし、 200円が手元があるとき、198円の商品を購入するとお釣りが2円返ってくる。
店側にとっては、200円で売れるものを198円で売ることは単純に計算すると2円の損になるが、計算上2円得した消費者は、それ以外の多数の利益の高い商品も買うことが多い。よって店側は2円以上の利益を得るのである。どちらかというと、消費者より小売業のほうがイチキュッパを好む。また、イチキュッパは語尾がパで終わるため音感がよく、8は日本では末広がりで縁起が良いともされるため、よく使われるともいわれる。
また、イチキュッパの「8」という数字は非計画購買を喚起させる心理的作用があるからともいわれている。

## イチキュッパの歴史
アメリカのトイザらスでは古くからイチキュッパが使われていた。日本ではソニーの初代社長の前田多門がアメリカに行き、イチキュッパが多く使われていることを見て、日本でもソニー製品にイチキュッパを使った。
また、イチキュッパは「端数価格」といい、これは社会心理学に当てはまる。

## 末尾の数字の地域性
日本では、商品の値段表示で上記の 1,980円などのように端数の末尾の数字が8になることが多く、伝統的な商習慣となっている。
日本国外では、たとえば、北米の場合、2.99ドルや199ドルのように末尾の数字を 9 にすることが多い。